# Je cuisine un jour bleu
Je cuisine un jour bleu (sous-titre : Gourmets autistes, recettes et témoignages) est un livre collaboratif de recettes de cuisine, dirigé par Josef Schovanec et Claude Carat, préfacé par Guillaume Gomez et Michel Roth, et paru en 2018 aux éditions Terre vivante. Il est consacré au rapport entretenu par les personnes autistes avec l'alimentation et la gastronomie.

## Résumé
L'ouvrage est collaboratif, contenant des recettes de cuisine simples ou plus complexes, collectées lors d'un appel à participation passé auprès de personnes autistes et de leurs parents et encadrants, afin de recenser des plats adaptés aux particularités sensorielles liées à l'autisme. Pour cela, un site internet dédié est créé, Autischef.com.
L'objectif du contenu est de « rendre plus agréable le moment du repas » pour les personnes autistes, enfants et adultes.

## Rédaction
L'idée de l'ouvrage découle de la rencontre, lors d'une conférence, entre le cuisinier et gastronome Claude Carat, et le militant autiste Josef Schovanec,. Soutenu par l'École de Paris des métiers de la table et les Amis de la fête de la gastronomie, il constitue le premier ouvrage français de recettes de cuisine destiné au public autiste, visant à répondre aux problèmes fréquents de rejet des aliments en raison de leur couleur, de leur texture, ou de leur préparation ; les hypersensibilités sensorielles étant fréquentes chez ces personnes. Il reçoit le parrainage de Guillaume Gomez et de Michel Roth. Guillaume Gomez teste les recettes avec les élèves de l'EPMT. Josef Schovanec déclare vouloir apporter « un soin tout particulier [...] à la lisibilité des textes et des recettes », il explique aussi avoir voulu présenter l'autisme « en tant que culture et facteur de créativité ». Les recettes sont réalisées par Christophe Bligny, et illustrées par Jean-Michel Coulier. Les auteurs des recettes et les cuisiniers font l'objet de portraits tout au long du livre.
Les recettes sont collectées à partir de participations individuelles ou collectives, par exemple, celle de l'association Asperger-Accueil d'Évreux.

## Éditions
La première édition paraît le 20 mars 2018 chez Terre vivante : 
- Josef Schovanec et Claude Carat, Je cuisine un jour bleu : Gourmets autistes, recettes et témoignages, Mens, éditions Terre vivante, 2018, 176 p. (ISBN 978-2-36098-336-0)

Les recettes de la vente du livre sont (partiellement, ou en totalité,) destinées à diverses associations œuvrant dans le domaine de l'autisme en France.

## Analyse
Le titre constitue un hommage à l'autobiographie de Daniel Tammet, intitulée Je suis né un jour bleu, mais aussi un rappel du fait que la couleur bleue est associée à l'autisme,.

## Réception critique
Dans Le Monde, Catherine Vincent en parle comme d'un « ouvrage inclassable, coloré et joyeux », saluant l'humour de l'avant-propos rédigé par Josef Schovanec. Elle ajoute que les commentaires des recettes « sur le vif » font « tout le charme et l’intérêt » du livre.
L'ouvrage est lancé officiellement lors d'une conférence donnée le 29 mars 2018 à l'école de Paris des métiers de la table. Il est présenté durant l'émission C'est au programme le lundi 2 avril 2018, sur France 2, puis dans William à midi !, sur C8, le 18 avril. Des planches du livre sont temporairement exposées à Gières du 27 mars au 6 avril 2018, dans le cadre du festival « Vivons ensemble nos différences ». 